# Егоров, Владимир (борец)
Владимир Егоров (27 июня 1995, Амгинский улус, Якутия, Россия) — российский, а затем северомакедонский борец вольного стиля, чемпион Европы.

## Биография
Родился в 1995 году в Амгинском улусе Якутии. В 2015 году получил гражданство Македонии. В 2018 году завоевал бронзовую медаль международного турнира на приз А. В. Медведя. В 2019 году стал бронзовым призёром чемпионата Европы. Чемпион Европы 2022.